# Бавтугай
Бавтуга́й (кум. Бавтогъай «Долина Садов») — посёлок городского типа в Дагестане. Входит в состав городского округа Кизилюрт.

## Географическое положение
Расположен в южной части городского округа, на левом берегу реки Сулак, в 3 км к юго-западу от города Кизилюрт. Севернее посёлка проходит федеральная автотрасса P217 «Кавказ».

## История
Более раннее именование города было Гъантугъай и Давтугъай. В этих названиях слово «тугай» означает долина, слово «гъан» означает кровавый, а слово «дав» означает битва. Все эти названия говорят о том, что в этих местах, в эпоху становления города с крепостью, происходили бурные события, сопровождавшиеся кровавыми стычками.
     Современное сохранившееся название, которое в переводе означает Долина Садов, отражает мирный путь развития города, который продолжается в пост-Ордынскую эпоху до наших дней.
     Город был основан в конце 4-го века по Рождеству Христову последними сарматами, возможно, аланами, о чём говорят материалы, поднятые с городища Бав-тугай в современном Дагестане, которое расположено на левом берегу Сулака. Эти материалы позволяют причислить город к системе городов Кумыкской платформы и Прикаспийской Хазарии, новый термин, введённый во второй половине 20-го века.
     В разные эпохи территория города колебалась от 3-х до 15-ти гектар. Город находился в культурном и военном контакте с находящимся в 5-ти километрах с другим, более обширным городом на Верхнеюртовском городище, а также городом, который приписывают к Шелковскому городищу.
     Основание крепости историки относят к 6-му веку по Рождеству Христову, когда персидские цари начали укреплять свои таможенные пункты по Кумыкскому торговому Тракту от нападений гуннских племён со стороны степей Северного Кавказа. Однако, здесь ранее, с 4-го века существовало поселение сарматского типа с небольшими укреплениями, где находился небольшой воинский контингент персидского типа.
     В начале 7-го века вся система укреплений вдоль тракта Великого Шёлкового Пути переходит под контроль Западного Тюркского Каганата, а затем им овладевает его социокультурный и генокультурный наследник, Хазария, которая укрепляет стены крепости, возводя внутри неё Цитадель для Хакана и его семьи.
     До середины 8-го века Крепость была важным опорным пунктом для воинских гарнизонов попеременно то Халифата, то Хазарии, которая, в конце концов установила здесь свой контроль на следующие три века.
     В Хазарские времена здесь жили люди разных религий и национальностей, что было традиционно для городов Прикаспийской Хазарии. Тюрки всё это смешение народов и религий назвали аваралами, что означало воинственность этих народов и стремление к кочевничеству. Постепенно местные народы трансформировали это название в своё самоназвание – авары и аварцы.
     С северной стороны крепость отгородилась стеной, водружённой на валу, под которым протирался глубокий ров. С других сторон город защищали обрывы и приречные отроги, по которым шли дополнительные укрепления.
     В городе люди занимались производством посуды из сероглиняной керамики, традиционной для савиро-булгар, которые обосновались тут к 7-му веку.
     Рядом с посадом ремесленников находились селища, в которых жили земледельцы и скотоводы.
     Большая часть города теперь находится на территории Чирюртовской ГЭС и вряд ли сохранилась.
Статус рабочего посёлка Бавтугай получил в 1958 году как городок гидростроителей Чирюртской ГЭС. С 1963 по 1991 год входил в состав города Кизилюрт и не имел официального статуса. Вновь выдел в качестве самостоятельного населённого пункта решением 8 сессии Кизилюртовского ГИК от 11.06.1991 г. В 1994 году из состава посёлка выделено село Старый Бавтугай.

## Достопримечательности
Недалеко от селения похоронен один из видных полководцев в истории Кумыков — (Тарковский Шамхал) Султан-Махмуд Эндиреевский

## Население
| 1959  | 2002  | 2010  | 2012  | 2013  | 2014  | 2015  |
| ----- | ----- | ----- | ----- | ----- | ----- | ----- |
| 2153  | ↗5042 | ↘4765 | ↗4788 | ↗4801 | ↗4825 | ↗4861 |
| 2016  | 2017  | 2018  | 2019  | 2020  | 2021  | 2023  |
| ↗4901 | ↗4934 | ↗4960 | ↗4967 | ↗4991 | ↘4411 | ↗4422 |
| 2024  | 2025  |       |       |       |       |       |
| ↗4434 | ↗4485 |       |       |       |       |       |

Национальный состав
По данным Всероссийской переписи населения 2010 года:
| № | Национальность | Численность, чел. | Доля   |
| - | -------------- | ----------------- | ------ |
| 1 | аварцы         | 3892              | 81,7 % |
| 2 | кумыки         | 290               | 6,1 %  |
| 3 | русские        | 177               | 3,7 %  |
| 4 | лакцы          | 171               | 3,6 %  |
| 5 | даргинцы       | 124               | 2,6 %  |
| 6 | лезгины        | 52                | 1,1 %  |
| 7 | другие         | 106               | 2,2 %  |